# Jack Fitzmaurice
Jack Thomas Fitzmaurice (* 25. April 1928; † 17. Januar 2005) war ein englischer Snookerspieler aus Birmingham, der zwischen 1981 und 1999 für insgesamt 17 Saisons auf der Profitour spielte. In dieser Zeit erreichte er bei fünf Profiturnieren die Runde der letzten 32 und Rang 32 der Snookerweltrangliste. Über zwanzig Jahre vor Beginn seiner Profikarriere hatte Fitzmaurice als Amateur 1958 das Finale der English Amateur Championship erreicht.

## Karriere
Geboren im April 1928, nahm Fitzmaurice ab 1948 regelmäßig an der English Amateur Championship teil. Bis einschließlich 1952 schied er jedes Mal in der Qualifikation aus, erst 1953 erreichte er die Hauptrunde, schied aber im Viertelfinale gegen Tommy Gordon aus. Nachdem er 1954 im Achtelfinale verloren hatte, musste er 1955 wieder in der Qualifikation seinen Hut nehmen. 1958 gelang ihm sein bis dahin größter Erfolg, als er das Finale der Meisterschaft erreichte, auch wenn er sich dort Marcus Owen geschlagen geben musste. Bis 1963 umfassten seine Ergebnisse von einer frühen Niederlage in der Qualifikation bis hin zum Ausscheiden im Halbfinale anno 1961 alles. Ab 1964 fand die Qualifikation in zwei Wettbewerben statt, einer für die Nord-Hälfte, der anderen für die Süd-Hälfte; die jeweiligen Sieger traten im Endspiel um die Meisterschaft gegeneinander an. Fitzmaurice, der in der zweiten Hälfte der 1960er-Jahre pausierte, spielte jedes Mal im Südwettbewerb und erreichte einige Male die finalen Runden des Qualifikationswettbewerbes, eine Halbfinalteilnahme 1979 war aber sein bestes Ergebnis. Mit weitaus weniger Erfolg versuchte Fitzmaurice ab Mitte der 1970er-Jahre neben der English Amateur Championship auch bei den Pontins Spring Open und den Pontins Camber Sands Open sein Glück. Außerdem wurde er zu den professionellen Watney Open 1974 eingeladen, schied aber noch in der Qualifikation aus.
Mittlerweile bereits über 50 Jahre alt, wurde Fitzmaurice 1981 Profispieler. Fitzmaurices erste Profisaison lief für den Engländer zwar alles in allem durchwachsen, doch dank der kampflosen Aufgabe John Pulmans und eines Sieges über Mario Morra qualifizierte er sich für die Hauptrunde der Snookerweltmeisterschaft. Auch wenn er dort sofort gegen Kirk Stevens ausschied, reichte die Teilnahme, um sich auf der Weltrangliste zu platzieren. Mit Rang 32 belegte er die beste Platzierung seiner Karriere. In den folgenden zwei Saisons konnte sich Fitzmaurice dank Hauptrundenteilnahmen beim Professional Players Tournament 1982 und 1983 auf der Weltrangliste grob auf demselben Niveau halten, auch wenn er sich sukzessive auf Rang 44 verschlechterte. Die folgenden Saisons verliefen noch schlechter, denn Fitzmaurice erreichte bei Turnieren mit Einfluss auf die Weltrangliste nie die Hauptrunde; seine einzigen guten Ergebnisse erzielte er bei der English Professional Championship, das keine Weltranglistenpunkte einbrachte. 1988 war er auf Rang 114 abgestürzt. Den Negativtrend konnte er anschließend allerdings mit einer Verbesserung auf Rang 106 unterbrechen, denn er erreichte die Hauptrunde des Weltranglistenturnieres Canadian Masters 1988 während der nächsten Saison.
In den nächsten beiden Jahren konnte Fitzmaurice wieder nur bei Turnieren ohne Weltranglisteneinfluss Erfolge feiern, als er die Runde der letzten 32 des ersten WPBSA-Non-Ranking-Events 1989 und die Runde der letzten 64 des International One Frame Shoot-out 1990 erreichen konnte, bei Ranglistenturnieren aber stets in der Qualifikation ausschied. Infolgedessen setzte sich der unterbrochene Negativtrend fort und Fitzmaurice fand sich 1991 auf Rang 123 wieder. Danach wurde die Profitour gegen ein gewisses Startgeld für jeden Spieler geöffnet, was sich für Fitzmaurice sehr negativ auswirkte, denn er gewann immer weniger Spiele. Auch wenn er dadurch früher in der Qualifikation beginnen musste, verschärfte sich die Lage für ihn zusehends. 1997 befand er sich auf Rang 336, weshalb er seinen Profistatus verlor. Nachdem er in der Saison 1997/98 theoretisch auf der UK Tour gespielt hatte, praktisch aber erfolglos an nur drei Events, darunter nur ein UK-Tour-Event, teilgenommen hatte, wurde er zur Saison 1998/99 wieder Profispieler, allerdings ohne an vielen Turnieren teilzunehmen. Die zwei Spiele, die er bestritt, verlor er. Auf Rang 270 geführt, verlor Fitzmaurice 1999 seinen Profistatus endgültig. In den folgenden Jahren nahm er unregelmäßig und ohne Erfolg an der Benson & Hedges Championship und der Amateur-Qualifikation der Snookerweltmeisterschaft teil, letztmals im Rahmen der Snookerweltmeisterschaft 2002. Nur wenige Jahre später verstarb Fitzmaurice im Januar 2005 im Alter von 76 Jahren.

## Erfolge
| Ausgang         | Jahr | Turnier                      | Finalgegner | Ergebnis |
| --------------- | ---- | ---------------------------- | ----------- | -------- |
| Amateurturniere |      |                              |             |          |
| Zweiter         | 1958 | English Amateur Championship | Marcus Owen | 8:11     |